# Октябрьский (Гомельская область)
Октя́брьский (бел. Акця́брскі) — городской посёлок в Гомельской области Беларуси. Административный центр Октябрьского района.
Численность населения — 7 167 (на 1 января 2025 года).
В 2024 году г. п. Октябрьский отмечает 70-летие.

## История
Посёлок городского типа Октябрьский образован в результате слияния деревень Рудобелка, Карпиловка и Рудня, на территории которых в настоящее время и расположен.
Первое письменное упоминание о Рудобелке относится к 1507 году.
Во время гражданской войны и польской оккупации 1918—1920 годов Рудобелка стала центром так называемой «Рудобельской республики».
Во время Великой Отечественной войны Октябрьский стал центром Октябрьско-Любанской партизанской зоны. В это время на территории района сохранялась Советская власть, работали школы, электростанция, мастерские и др. В марте-апреле 1942 года во время карательной операции фашистскими захватчиками были сожжены Рудня, часть Рудобелки и Карпиловки, в огне уничтожено 2629 мирных граждан.
Территория посёлка освобождена от фашистских захватчиков 27 июня 1944 года.
Указом Президиума Верховного Совета Белорусской ССР от 31 августа 1954 года населённый пункт Карпиловка Октябрьского района Гомельской области отнесён к категории городских посёлков с присвоением ему наименования — городской посёлок Октябрьский.
20 октября 1995 года административные единицы Октябрьский район и посёлок Октябрьский, имеющие общий административный центр, объединены в одну административную единицу — Октябрьский район.

## Геральдика
Герб утверждён решением Октябрьского районного исполнительного комитета 16 декабря 1998 года № 32 и зарегистрирован в Гербовом матрикуле Республики Беларусь 24 декабря 1998 года № 32.
Флаг учреждён Указом Президента Республики Беларусь от 20 октября 2005 года № 490 и зарегистрирован в Государственном геральдическом регистре Республики Беларусь 1 ноября 2005 года № Б-51.

## Современное состояние
В Октябрьском работает зоопарк, один из пяти в Беларуси. В нём на площади в 1,8 гектара содержится 79 животных, включая 9 занесённых в Красную книгу. В 2016 году его посетили 10,7 тысяч человек.
С советских времён функционирует картинговая трасса длиной около 1 километра, шириной около 5-5,5 метра, популярная также у автоспортсменов. Заявлялось о строительстве данной трассы и реконструкции стадиона в 2006 году.
В 1996 году построен храм Покрова Пресвятой Богородицы Туровской епархии Белорусской Православной Церкви. Действует также религиозная община «Римско-католическая парафия Святого Михаила Архангела».
Неподалёку от центра городского посёлка, по ул. Советская, в братской могиле более 420 воинов-освободителей, погибших при освобождении населённых пунктов района, захоронен отец первого Президента независимой Украины Кравчука Л. М. — рядовой 480 стрелкового полка 152 стрелковой дивизии 28 армии Кравчук Макар Алексеевич, 1908 года рождения, погибший 25.06.1944 года в ходе тяжелых боев за д. Гать.

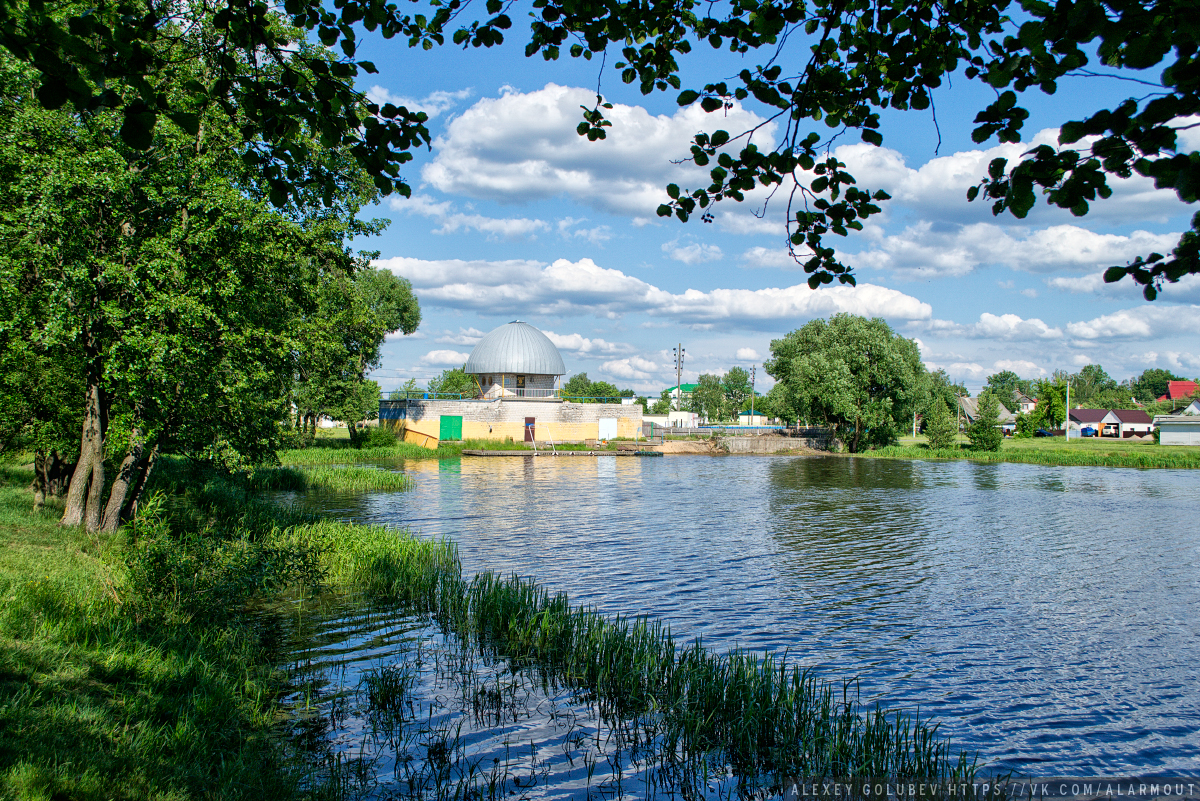

В 2009 году в связи с празднованием 65-й годовщины освобождения Республики Беларусь от немецко-фашистских захватчиков и в целях увековечения подвига воинов Красной Армии, партизан и подпольщиков городской посёлок Октябрьский (Карпиловка) награждён вымпелом «За мужнасць і стойкасць у гады Вялікай Айчыннай вайны» (Указ Президента Республики Беларусь от 29 июня 2009 года № 355).
В 2024 году отмечен значительный вклад в повышение благоустроенности в 2023 году территории г. п. Октябрьский.

## Демография
Численность населения — 7 167 человек (на 1 января 2025 года). Численность населения — 7 269 (на 1 января 2023 года).
| Численность населения: |
| График не отображается по техническим причинам. Чтобы исправить это, воспроизведите график в новом формате, если это возможно. |

| Год            | 1959 | 1970  | 1979  | 1989  | 2006  | 2018  | 2023   | 2024 | 2025   |
| -------------- | ---- | ----- | ----- | ----- | ----- | ----- | ------ | ---- | ------ |
| Население чел. | 2954 | ▲4273 | ▲5851 | ▲7335 | ▲7721 | ▼6594 | ▼7 269 |      | ▼7 167 |

В 2017 году в Октябрьском родилось 87 и умерло 83 человека. Коэффициент рождаемости — 13,2 на 1000 человек (средний показатель по району — 12,8, по Гомельской области — 11,3, по Республике Беларусь — 10,8), коэффициент смертности — 12,6 на 1000 человек (средний показатель по району — 16,8, по Гомельской области — 13, по Республике Беларусь — 12,6).
На 1 января 2016 года население городского посёлка составляет 6753 человек.

## Культура
- Центр истории и культуры Октябрьского района[23]
  - Филиал «Картинная галерея имени Леонида Никаноровича Дробова»
  - «Остров «Добрый» — мемориальный комплекс «Партизанские землянки» в урочище Двесница (музей под открытым небом)

- ГУК «Центр культурно-досуговой деятельности Октябрьского района»
  - Октябрьский центр досуга
  - Октябрьский районный Дом ремёсел
  - Общественно-культурный центр
- Октябрьский районный центр творчества детей и молодёжи
- Комплексный Музей истории гимназии ГУО «Октябрьская районная гимназия» (1995)
- Комплексный Историко-краеведческий музей ГУО «СШ № 2 г. п. Октябрьский» (1981)
- Музей ГУО «Средняя школа № 1 г. п. Октябрьский имени А. Р. Соловья»
- Октябрьский зоопарк[24]
- Кинотеатр имени Т. П. Бумажкова

## События и мероприятия

### События
- В 2024 году г. п. Октябрьский отмечает 70-летие[3]

### Мероприятия
- Фестиваль фольклорного искусства «Берагіня»[25]
- Областной фестиваль «Дажынкi» (2023)

## Достопримечательность
- Мемориал Братское кладбище, ул. Советская
- Могила жертв фашизма, ул. Драпезы[26]
- Могила жертв фашизма, ул. Бумажкова
- Могила жертв фашизма, ул. Гастелло
- Аллея Героев
- Аллея ко Дню народного единства (17.09.2022). Около парка

### Памятник, скульптура
- Памятник В. И. Ленину (1953)
- Обелиск на братской могиле, ул. Бумажкова
- Обелиск на братской могиле, ул. Гастелло
- Стела мирным гражданам, погибшим в годы Великой Отечественной войны, ул. Драпезы
- Памятник «Родина-мать», ул. Советская
- Мемориальный комплекс «Стена Посвящения»[27]
- Памятник Ковалёву Александру Аркадьевичу, воину-интернационалисту[28]
- Памятник Т. П. Бумажкову (1961). Скульптор — А. Заспицкий
- Мурал на доме в честь Героя Советского Союза Т. П. Бумажкова[29]. Открыт 17 сентября 2022 года в День народного единства.
- Мурал на доме в честь Героя Советского Союза Ф. И. Павловского. Открыт в ноябре 2023 года.